# Ушаков, Андрей Андреевич
Андрей Андреевич Ушаков (6 октября 1860—1925) — председатель губернской земской управы, депутат Государственной думы III созыва.

## Биография
Дворянин Самарской губернии. Сын генерал-майора А. А. Ушакова. Учился во 2-й Санкт-Петербургской  гимназии, но курса не окончил (всего 6 классов). Поселился в родовом имении.
В 1885 году избран гласным Николаевского уездного земства. 10 октября 1886  года Николаевским уездным Земским Собранием избран  на три года членом (от земства) Николаевского уездного Училищного Совета, в 1889  году повторно избран на эту же должность. В 1890 году избран непременным членом уездного присутствия по крестьянским делам, а 10 марта того же года приступил к исполнению обязанностей. 25 июля 1891  года стал земским начальником 4-го участка Николаевского уезда. 15 июня 1893 гада избран на должность Николаевского yeздного предводителя дворянства. С 1892 по 1902 год состоял председателем Николаевской уездной земской управы, по другим сведениям занимал эту должность с 1893 по 1904. С 1897 года был  гласного Губернского земского собрания от Николаевского уезда.  А с 1902 года и до выборов в Думу являлся председателем Самарской губернской земской управы, по другим сведениям занимал эту должность с 1904. Почётный мировой судья.
В 1897 году за выслугу лет произведён в коллежские регистраторы,  в 1898 году получил чин губернского секретаря, в 1899  —  коллежского секретаря, а в 1904 — титулярного советника. 
- Член Самарского местного Управления Российского общества Красного  Креста.
- председатель Городского Комитета Попечительства о народной трезвости,
- член попечительного совета при Самарской 1-й женской гимназии
- член попечительного совета женской гимназии О. А.  Харитоновой[1].

Владел землями площадью 695 десятин. В момент выборов в Думу оставался беспартийным.
14 октября 1907 года избран в Государственную думу III созыва от общего состава выборщиков Самарского губернского избирательного собрания. Вошёл в состав фракции октябристов. Состоял в Думской комиссии по переселенческому делу.
10 февраля 1909 года заявил о сложении депутатских полномочий. 18 июня 1909 на его место избран Е. В. Пустошкин.
Дальнейшая судьба А. А. Ушакова неизвестна.

## Семья
- Жена —  Евгения Ивановна, урождённая Овидиева, дочь священника [1]. 
  - Сын — Михаил (1886 —?)[1],
  - Сын — Григорий (1890 —?)[1],
  - Сын — Юрий (1892—?)[1],
  - Дочь — Нина (1898 —?)[1],
  - Сын — Николай (1904—?)[1].

### Архивы
- Российский государственный исторический архив. Фонд 1278. Опись 9. Дело 824.